# Chris Redman
Chris James Redman (født 7. juli 1977 i Louisville, Kentucky, USA) er en amerikansk footballspiller (quarterback), der pt. er free agent. Han har tidligere spillet en årrække i NFL for Baltimore Ravens og Atlanta Falcons.
Redman var en del af det Baltimore Ravens-hold, der i 2001 vandt Super Bowl XXXV med sejr over New York Giants. Han var dog ikke på banen, da han kun fungerede som tredjevalg på quarterback-pladsen.

## Klubber
- Baltimore Ravens (2000-2003)
- Atlanta Falcons (2007-2011)